# Amanita pelioma
Amanita pelioma é um fungo que pertence ao gênero de cogumelos Amanita na ordem Agaricales. Foi descrito cientificamente por Carlos Luis Spegazzini em 1880.